# Железничка станица Тошин бунар
Железничка станица Тошин бунар је једно од стајалишта прве линије БГ ВОЗ-а, регионалних возова према Новом Саду, Суботици и Шиду, те свих међународних возова према северу. Налази се у насељу Тошин бунар у општини Нови Београд. Смештена је на самом почетку Бежанијске косе. Пруга се наставља ка Земуну у једном и Новом Београду у другом смеру. Железничка станица Тошин бунар састоји се из два колосека. Кроз железничку станицу саобраћају линије 45 (Нови Београд/Блок 44/ - Земун/Нови Град/), 65 (Звездара 2 - Ново Бежанијско гробље), 71 (Зелени Венац - Бежанија/Ледине/), 72 (Зелени Венац - "Аеродром Никола Тесла"), 82 (Земун/Кеј ослобођења/ - Нови Београд/Блок 44/), 93 ( Ново бежанијско гробље - Миљаковац 1), 601 (Београд на Води - Сурчин),607 (Баново Брдо - Аеродром "Никола Тесла") и 613(Нови Београд/Павиљони/ - Насеље Радиофар), као и ноћне линије 601 (Трг Славија - Добановци) и 603 (Трг Републике - Угриновци)